# حسنات خان
حسنات أحمد خان (وُلد في 1 أبريل 1959) هو طبيبٌ بريطاني من أصلٍ باكستاني، ينحدر من قبائل البشتون، كانت علاقته بالأميرة ديانا أحد أسباب شهرته.